# P-36 (航空機)
P-36 ホーク / ホーク 75 / モホーク
飛行するP-36A-CU (撮影年不詳)
- 用途：戦闘機
- 分類：陸上戦闘機
- 設計者：ドノヴァン・リース・バーリン
- 製造者：カーチス・ライト社
- 運用者

  -  アメリカ陸軍航空隊
  -  フィンランド空軍
  -  フランス空軍
  -  イギリス空軍　ほか
- 初飛行：1935年5月6日
- 生産数：1,115機[注 1]
- 運用開始：1938年
- 退役：1954年（アルゼンチン）
- 運用状況：退役
- ユニットコスト：23,000米ドル[1]
- 派生型：P-40

P-36 ホーク（Curtiss-Wright P-36 Hawk ）は、アメリカ合衆国のカーチス・ライト社が開発し、1930年代後半にアメリカ陸軍航空隊などで運用されたレシプロ戦闘機。
愛称の「ホーク (Hawk)」は鷹の意。全金属製片持ち式単葉の主翼、引込脚などが採用されたアメリカ陸軍航空隊最初の近代的戦闘機の1つである。アメリカ陸軍航空隊のほか、ヨーロッパをはじめ世界各地で運用された。社内名称はモデル75であるが、一部の国では会社が売り込む際につけた愛称のホーク 75、イギリスの同盟国ではモホークという名称がつけられた。

## 概要
1935年の5月27日に実施予定の次期追撃機競争試作で、カーチス社は前年の夏に設計が完了していた社内名称モデル75を提示した。これはボーイングP-26の後継機を狙った物で、1934年11月17日に制作を開始、翌年の5月15日に初飛行に成功する。試作機はライトXR-1760試作空冷エンジン（離昇出力900馬力）を装備した完全な片持ち式の低翼単葉機で、外翼部は水密になっており不時着水の際に浮力を確保するフロート構造になっていた。しかし、他社の試作機は5月27日の試験飛行予定日にまで間に合わず、陸軍は試験期日を最終的に1936年4月10日まで繰り下げたため、カーチス社はそれを利用してモデル75の改修作業に入り、発動機をライトXR-1820-39サイクロンに換装。キャノピー背面に凹みを付けて後方視界を改善したモデル75Bをもって競作試験に臨む事となった。
だが、試験はセバスキー社のSEV-7（後のP-35）に敗れてしまう。これはパワープラントに選んだ試作型ライトサイクロンの不調に起因する物で、ライバル機であるSEV-7も同じ欠点を抱えていたが、SEV-7は途中で同発動機に見切りを付けてP&WR-1830-9に換装しており、この弱点を克服していたためであった。
モデル75Bは結果的に敗れたが、その性能を惜しんだ陸軍によってP-35で性能の良さが確かめられたP&W-1830へ発動機を換装することが指示され、Y1P-36として追加試作機3機が発注されることとなり、翌年、P-36Aとして採用された。カーチス社の商品名はモデル75と鷹を表す「ホーク」を掛け合わせたカーチス ホーク75である。
P-36Aは210機という大戦間期では珍しい大量発注を受けた。社内名称はモデル75L。発動機はP&W-1830-13（離昇出力1,050馬力）。武装は機首に12.7 mm機関銃と7.62 mm機関銃を備える。内、30機がP&WR-1830-17（離昇出力1,200馬力）と主翼に7.62 mm機関銃を各1挺ずつ追加した武装強化型P-36Cになり、実際に生産されたのは177機である。
また、ホーク75は各国に輸出され、実戦に使われた。フランス空軍ではH-75と称され、P-36Aと比較して武装が7.5 mm機関銃×4と強化されている。第二次世界大戦開戦時、4つの戦闘機大隊が数十機を装備しており、操縦性能はともかくとして、耐久性はMS406よりもあったため、開戦により追加輸入を希望したが、降伏するまでの期間が短かったため、それほど数は多くなかった。にもかかわらず本機はBf109よりも低空での上昇力や旋回性能に優れ、これを装備した部隊はドイツ空軍機を相手に200機ほどを撃墜したとされる。フランス他、同盟国が降伏の際には輸送途中、あるいは連合軍勢力内にあったH-75の多くはイギリスに引き渡され、規格を英国仕様に改めた後に、カーチス モホーク（Mohawk）と命名されてイギリス空軍で使用された。
なお、中国に売却されたホーク75M、タイのホーク75N、アルゼンチンのホーク75Oは、固定脚の廉価版である。
太平洋戦争開始時にはP-36はやや旧式化していたせいもあり、アメリカでは後継機であるP-40に急速に交代して1942年中には退役していったが、それでもアメリカ陸軍はハワイ上空で日本海軍機と渡り合っている。その他オランダ領東インド空軍の装備機が日本軍と交戦。ノルウェー向け輸出型はドイツ軍に接収され、フィンランドに売却されてソ連軍を相手に実戦参加、休戦まで使われ続けた。イギリス空軍もモホークIVをビルマの日本陸軍機を相手に、P-47と交代する1944年まで運用している。また、トーチ作戦の際には、北アフリカのヴィシー・フランス空軍に残存していたホーク75が、米英機と空戦を展開している。
改良型のP-40は速度性能こそ向上したものの重量が大きくなって運動性が低下しており、格闘戦が主体の日本軍にとってはむしろP-36のほうが手強い相手と認識されていたという。実際、ビルマにおける1942年（昭和17年）11月の隼一型とモホークの戦闘では、両者の旋回性能や戦果・損害がほぼ互角であったことが記録されている。

## 派生型
Y1P-36
R-1830-13 エンジン（1,050hp）を搭載した試作型。
P-36A
アメリカ陸軍向けの初期生産型。武装12.7mm機銃×1、7.62mm機銃×1。
P-36B
ターボ過給器付のR-1830-25 エンジン（1,100hp）を搭載した試作機。A型から1機のみ改造され、試験後は元のA型に戻されている。
P-36C
P-36Aから30機が振り分けられた米陸軍向けの最終型。R-1830-17 エンジン（1,200hp）を搭載。武装12.7mm機銃×1、7.62mm機銃×3。
XP-36D
12.7mm機銃×2、7.62mm機銃×4を装備した輸出用機原型。
XP-36E
7.62mm機銃×8を装備した輸出用機原型。
XP-36F
マドセン23mm機関砲を装備した輸出用機原型。
P-36G
ノルウェーに輸出されたホーク 75A-8を米陸軍が徴発した機体。

## スペック
P-36A
- 乗員：パイロット 1名
- 全長：8.68m
- 全幅：11.35m
- 全高：2.84m
- 主翼面積：21.92m2
- 空虚重量：2,072kg
- 最大離陸重量：2,563kg
- 動力：P&W R1830-13 ツイン・ワスプレシプロエンジン
- 離昇出力：1,050hp
- 最大速度：504km/h(3,050m)
- 巡航速度：435km/h
- 航続距離：1,706km
- 実用上昇限度：10,363m
- 上昇率：1,036m/min
- 武装：12.7mm機銃 1門、7.62mm機銃 1門

P-36G
- 乗員：パイロット 1名
- 全長：8.78m
- 全幅：11.35m
- 全高：2.89m
- 主翼面積：21.92m2
- 空虚重量：2,060kg
- 最大離陸重量：2,608kg
- 動力：ライトR1820-G205Aレシプロエンジン
- 離昇出力：1,200hp
- 最大速度：518km/h
- 巡航速度：420km/h
- 航続距離：1,046km
- 実用上昇限度：9,967m
- 武装：12.7mm機銃 2門、7.62mm機銃 4門

## 実験機
まだまだ性能向上の余地があると見込んだカーチス社はP-36をベースにした改造実験機を多数制作し、これが後のP-40へと繋がって行く。

### XP-37

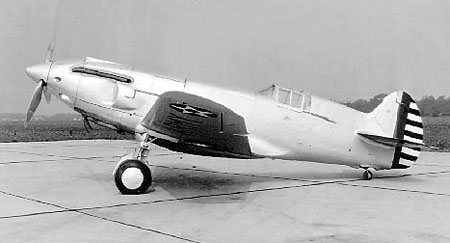
YP-37

1937年には、排気タービン過給器を装備した液冷エンジンのV-1710-11（離昇出力1,150馬力）へと換装し、全長を75 cm伸ばしたXP-37（後に13機の増加試作発注があり、YP-37となる）が開発されている。XP-37は排気タービン過給機の熱害を避けるため、コックピットが機体後部まで移されていた。しかし、コックピット移設による前方視界の大幅不良と過給機自体の不調もあり、152時間の試験飛行後に除籍となった。
続くYP-37は発動機をV-1710-21に換装。新型排気タービン過給器を搭載し、重量増加に対処するためコックピット後部を延長したが、やはり過給器の不調が目立ち、満足な試験飛行が不可能だったため、計画は1942年に中止となっている。最高速度は557 km/h（高度3,050 m）であった。

### XP-40
問題の多かった排気タービン過給器を搭載せず、P-36を原型に液冷エンジンを搭載する機体は、1939年にアメリカ陸軍が要求した中・低高度用新型戦闘機案に対応して、モデル75Pとしてカーチス・ライト社が提出した物であった。
発動機はV-1710-19（離昇出力1,160馬力）。機体はP-36Aを改修して製造され、最高速度は550 km/h（高度3,700 m）を叩き出した。XP-37とは異なり自然吸気であったため発動機による問題も少なく、同年4月26日にP-40として採用が決定された。
P-40は、通常ならば多数の増加試作機（YPナンバー機体）が必要だという通例を破っていきなり生産型が発注されたが、これは実績あるP-36としての改良型ゆえの措置であろう。こうして本機は新たにモデル81シリーズとして量産化されて行くこととなる。

### XP-42

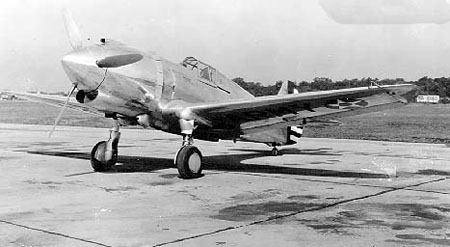
XP-42

XP-37が性能向上に励む一方、空冷星形エンジンによる性能改良も1939年に行われ、P-36をベースにした研究機がXP-42として開発された。これは空冷エンジンメーカーのプラット・アンド・ホイットニー社による実験機で、空気抵抗低減のために細く絞った機首を前方へ延長した整流カウリングを取り付け、P&W 1830-31（離昇出力1,050馬力）を延長軸でプロペラを駆動した。大型スピナーを取り付けた姿は一見、液冷エンジン装備機と見違えるスタイルとなっている。しかし、延長軸から発生する振動とカウリングによる冷却不足に悩まされ、肝心な速度向上も高度4,420 mで554 km/hとそれ程優れたものでもなかったため、XP-42は1機のみで計画中止となった。

## 現存する機体
| 型名         | 番号                        | 機体写真 | 所在地                            | 所有者                               | 公開状況 | 状態     | 備考 |
| ------------ | --------------------------- | -------- | --------------------------------- | ------------------------------------ | -------- | -------- | --- |
| P-36A-CU     | 38-001 38-0001 FAP290 12415 |          | アメリカ オハイオ州               | 国立アメリカ空軍博物館               | 公開     | 静態展示 | 最初に製造された機体。フィリップ・マーティン・ラスムッセン少尉が真珠湾攻撃時に邀撃に上がった際に搭乗した、P-36A / 38-086号機の塗装がされている。 |
| P-36C-CU     | 38-210 12624                |          | イギリス ケンブリッジシャー州     | ザ・ファイター・コレクション         | 公開     | 飛行可能 | |
| ホーク 75A-1 | N°82 12881                  |          | イギリス ケンブリッジシャー州     | ザ・ファイター・コレクション         | 公開     | 飛行可能 | |
| ホーク 75A-6 | CU-554 13659                | 写真     | ニュージーランド オークランド地方 | アヴスペックス有限会社 (Avpsecs Ltd) | 非公開   | 修復中   | |
| ホーク 75N   | Kh.11-8                     |          | タイ バンコク                     | タイ王国空軍博物館                   | 公開     | 静態展示 | |

## 登場作品

### ゲーム
『War Thunder』
アメリカ機としてA型・C型・G型が、フランス機としてH-75A-1・H-75A-4がプレイヤーの操縦できる機体として登場。
『World of Warplanes』
TierⅢに輸出型のホーク75M、 TierIVにA型・B型・D型・F型が登場。
『鋼鉄の咆哮 ウォーシップコマンダー』
アメリカ型の航空機として登場。初期レベルから購入可能。